# Top Chef Italia (prima edizione)
La prima stagione della versione italiana del programma televisivo Top Chef Italia è stata trasmessa dal 14 settembre al 2 novembre 2016 su NOVE.
In questa versione non ci sono presentatori, i giudici sono gli chef stellati Annie Féolde, Giuliano Baldessari, Moreno Cedroni e Mauro Colagreco.

## Concorrenti
| Concorrente          | Età | Provenienza      | Occupazione             | Posizione |
| -------------------- | --- | ---------------- | ----------------------- | --------- |
| Matteo Fronduti      | 38  | Milano           | Chef patron             | 1°        |
| Matteo Torretta      | 35  | Milano           | Chef                    | 2°        |
| Maria Amalia Anedda  | 25  | Parma            | Chef de cuisine         | 3ª        |
| Masaki Kuroda        | 35  | Lucca            | Chef                    | 4°        |
| Palmiro Carlini      | 40  | Martinsicuro     | Cuoco Neurogastronomo   | 5°        |
| Filippo Crisci       | 29  | Cesenatico       | Cuoco                   | 6°        |
| Chiara Canzoneri     | 32  | Gorizia          | Chef patron             | 7ª        |
| Jacopo Maria Bracchi | 25  | Parma            | Chef de cuisine         | 8°        |
| Dario Picchiotti     | 35  | Bologna          | Chef patron             | 9°        |
| Ornella De Felice    | 39  | Roma             | Cuoca                   | 10ª       |
| Federico D'Amato     | 27  | Poviglio         | Chef de partie          | 11ª       |
| Micaela Di Cola      | 36  | Roma             | Chef consulente         | 12ª       |
| Simone Ciccotti      | 44  | Perugia          | Chef patron             | 13°       |
| Raffaele Liuzzi      | 52  | Misano Adriatico | Chef patron             | 14º       |
| Erica Petroni        | 29  | Merano           | Chef patron foodtrucker | 15ª       |

## Puntate

### Prima puntata
Data: Mercoledì 14 settembre 2016
- Quickfire Test
  - Ingredienti: Pane od Olio extravergine d'oliva. Gli aspiranti chef, dovevano preparare in 75 minuti, un piatto a base di uno di questi due ingredienti principali.
  - Piatto migliore:  Quasi parfait all'olio d'oliva (Maria)
  - Piatto peggiore:  Ci vuole fegato (Erica)
- Cook Off
  - Tema:  Astice blu o Acciuga. Lo chef peggiore della prima prova ed un altro a sua scelta, si sono dovuti sfidare ai fornelli e preparare in 30 minuti un piatto a base di uno degli ingredienti scelti dallo sfidato. Lo sfidato ha scelto l'Astice blu.
  - Proposte:  Coda d'astice con brodetto di zucchine (Matteo T.) ; Virgin Mary di astice sporco (Erica)
  - Eliminata:  Erica
- L'Esterna
  -     - Sede: Marzamemi. In questa prova, la vincitrice del Quickfire Test oltre ad essere il capitano della squadra, ha potuto decidere chi tra i peggiori arruolare nella propria formazione e chi doveva fare il capitano della squadra avversaria. In questa prova, i concorrenti dovevano preparare un proprio menù con a tema il "sushi siciliano" preparato col pescato locale ed ingredienti di quella determinata zona. All'assaggio e al giudizio delle singole portate, vi sono stati gli chef ad eccezione di Annie Féolde e due personalità del posto che erano Salvatore e Lina Campisi. Al termine della gara, è stata decretata la squadra vincitrice, mentre l'altra era a rischio eliminazione.

Delle tre portate, i capigruppo delle due squadre dovevano dividere la propria formazione in tre coppie di cui: la prima doveva cucinare il tonno in 40', la seconda l'orata in 30' e la terza, il gambero rosso in 20 minuti.
- -     - Squadra bianca:  Maria (caposquadra), Dario, Chiara, Raffaele, Matteo F., Micaela
    - Squadra nera: Matteo T. (caposquadra), Ornella, Federico, Palmiro, Jacopo, Filippo
    - Piatti del menù:  Cubo e sushi di tonno; Sushi d'orata e finocchio; Testa e gambero (Squadra nera) Trinacria Temaki; Maki Pachino; Anche il gambero ama il cannolo (Squadra bianca)
    - Vincitori:  Squadra nera
- Final Blade
  -     -       - Sfidanti:  Maria e Raffaele
      - Prova:  La capitana della squadra perdente ed un suo compagno a scelta si sono dovuti sfidare sulla riproposizione di due piatti preparati dagli chef in 40 minuti. I piatti in questione erano: Calamaro, salsa bagnacauda e carciofo preparato da Mauro Colagreco (Maria); Gnocchi di garusolo, con scampo crudo e foglia d'ostrica preparato da Giuliano Baldessari (Raffaele). Gli chef, nella preparazione del piatto hanno potuto usufruire di un aiuto di 5 minuti da parte degli chef nella preparazione del piatto.
      - Eliminato:  Raffaele

### Seconda puntata
Data: Mercoledì 21 settembre 2016
- Quickfire Test
  - Ingredienti: Fave e Pecorino o Cioccolato e Ricci di mare. Gli aspiranti chef, dovevano preparare in 60 minuti, un piatto a base di uno di questi due ingredienti principali.
  - Piatto migliore:  Insalata Riccia (Matteo F.)
  - Piatto peggiore:  Risotto ai ricci di mare (Federico)
- Cook Off
  - Tema:  Pollo o Piccione. Lo chef peggiore della prima prova ed un altro a sua scelta, si sono dovuti sfidare ai fornelli e preparare in 30 minuti un piatto a base di uno degli ingredienti scelti dallo sfidato. Lo sfidato ha scelto il Piccione.
  - Proposte:  Piccione arrostito (Federico); Piccione in due cotture (Simone)
  - Eliminato:  Simone
- L'Esterna
  -     - Sede: Mentone; Firenze; Senigallia e Barbarano Vicentino. Gli chef, in questa prova hanno deciso tre concorrenti da portare nel proprio ristorante, in particolare: Matteo F., Micaela e Jacopo nel ristorante Mirazur di Mauro Colagreco; Dario, Filippo e Maria all'Enoteca Pinchiorri di Annie Féolde; Federico, Matteo T. e Chiara alla Madonnina del Pescatore di Moreno Cedroni; Palmiro, Ornella e Masaki all'Aqua Crua di Giuliano Baldessari. In questa prova, gli aspiranti Top Chef, giocavano uno contro l'altro e il meno convincente rischiava l'eliminazione.

Ad ogni ristorante, il tema scelto dai giudici era variabile in particolare: Moscioli selvatici di Portonovo (Madonnina del Pescatore); Triglie (Mirazur); Lumache di Vignaiola (Enoteca Pinchiorri); Carne d'asino (Aqua Crua). I concorrenti dovevano preparare un piatto a base dell'ingrediente scelto dal giudice in 60 minuti. Di ogni gruppo, è stato scelto il migliore tra i tre, mentre i quattro peggiori tra tutti gli altri hanno dovuto affrontare il Final Blade.
- -     - Concorrenti migliori:  Filippo, Masaki, Matteo F., Chiara
    - Concorrenti peggiori:  Dario, Micaela, Palmiro, Federico
- Final Blade
  -     -       - Sfidanti:  Dario, Micaela, Palmiro, Federico
      - Prova:  I quattro peggiori della prova precedente, si sono dovuti sfidare in due round, dove nel primo i due migliori si sono salvati, mentre gli altri hanno dovuto proseguire per evitare l'eliminazione. Nel primo round, gli chef hanno dovuto tagliare un intero carré di bue, e farne delle costate, dei filetti e delle entrecôtes, delle lombate e delle fiorentine e la prova terminava quando lo chef Baldessari non finiva di macellare la carne. I due chef che hanno tagliato meglio la carne si sono salvati. Nel secondo round, i due peggiori dovevano cucinare con la carne appena tagliata, di cui uno cotto e uno crudo, fino a che lo chef Mauro Colagreco non aveva finito di cucinare il suo piatto. Il peggiore tra i duellanti, è stato eliminato.
      - Eliminata: Micaela

### Terza puntata
Data: Mercoledì 28 settembre 2016
- Quickfire Test
  - Ingredienti: Cocktail di gamberi in salsa rosa o Risotto fragole e champagne. Gli aspiranti chef, dovevano preparare in 60 minuti, un piatto a base di uno di questi due ingredienti principali.
  - Piatto migliore:  Vorrei regalarti un déjà vu (Palmiro)
  - Piatto peggiore:  Crudo e cotto di gamberi (Filippo)
- Cook Off
  - Tema:  I due sfidanti dovevano preparare in 60 minuti un gelato ricoperto su stecco, scegliendo tra foie gras e seppie. Lo sfidato ha scelto il foie gras.
  - Proposte:  Ricoperto al foie gras (Filippo e Federico)
  - Eliminato:  Federico
- L'Esterna
  -     - Sede: Norcia. In questa prova, i dieci chef rimasti in gara, sono stati divisi in due squadre da cinque concorrenti. Il vincitore del Quickfire Test oltre ad essere il capitano della squadra, ha potuto decidere chi doveva fare il capitano della squadra avversaria. Questa prova è consistita nel cucinare in un temporary restaurant nella piazza centrale della città un menù in 60 minuti a base di tartufo nero composto da antipasto, primo e secondo. All'assaggio e al giudizio delle singole portate, vi sono stati gli chef ad eccezione di Annie Féolde e la famiglia di ristoratori locali Bianconi per un totale di 20 coperti, inoltre, per preparare il menù ogni squadra ha avuto un budget di spesa di 300 € dove chi ha speso meno ha avuto un quarto d'ora di vantaggio. Al termine della gara, è stata decretata la squadra vincitrice, mentre l'altra era a rischio eliminazione.
    - Squadra bianca:  Palmiro (caposquadra), Dario, Masaki, Matteo T., Jacopo
    - Squadra nera: Filippo (caposquadra), Maria, Chiara, Matteo F., Ornella
    - Piatti del menù:  Fricassea con tartufo e guanciale; Maccheroni cacio e pepe; Filetto di maiale e purè di lenticchie (Squadra nera) Ridotto di lenticchie con ricotta e tartufo; Spaghetti su letto di pecorino; Filetto e fegato di maiale (Squadra bianca)
    - Vincitori:  Squadra bianca
- Final Blade
  -     -       - Sfidanti:  Filippo, Matteo F. ed Ornella
      - Prova:  In questa prova, il capitano della squadra perdente, insieme ad una concorrente della stessa squadra scelta da quest'ultimo ed un altro scelto dai giudici dovevano affrontarsi in una prova divisa in due manches. Nella prima manche, i tre sfidanti con tre uova a disposizione, di cui uno per piatto, dovevano riproporre un piatto (Nuvola d'uovo) fatto dallo chef Giuliano Baldessari in 20 minuti, dopo aver visto la preparazione dello stesso. Al termine della prima manche, il concorrente che ha interpretato meglio il piatto, si è salvato, mentre gli altri due si sono dovuti sfidare nell'ultima manche. Nella seconda manche, i duellanti dovevano proporre con un solo uovo a disposizione un piatto in 30 minuti, dove al termine della prova lo chef peggiore è stato eliminato.
      - Eliminata: Ornella

### Quarta puntata
Data: Mercoledì 5 ottobre 2016
- Quickfire Test
  - Ingredienti: Gli chef prima di iniziare la prova dovevano scegliere tra due cloches di cui una contenente uno scorfano intero ed un'altra cloche al buio senza sapere cosa c'era sotto. Gli chef che hanno scelto la cloche al buio dovevano preparare in 60 minuti un piatto usando degli scarti dello scorfano (testa e lisca).
  - Piatto migliore:  Gnudi di scorfano (Maria)
  - Piatto peggiore:  Il coraggio di essere diverso (Dario)
- Cook Off
  - Tema:  I due sfidanti dovevano preparare in 40 minuti un piatto a base di diversi ingredienti contenuti in due cloches differenti: Faraona, fegato, cardi, verza, pecorino, vino rosso, uova, farina sotto la prima cloche; Merluzzo carbonaro, quinoa, lemon grasse, Pluma di maiale iberico, avocado, zenzero, miso, aglio nero sotto la seconda cloche. Lo sfidato poteva scegliere la cloche.
  - Proposte:  Black & White per la sopravvivenza (Palmiro); Mi son fatto fegato e sangue amaro (Dario)
  - Peggiore:  Dario[1]
- L'Esterna
  -     - Prova: Prima di iniziare l'Esterna, la migliore del Quickfire Test, doveva decidere tra i cinque migliori, chi doveva andare del suo gruppo in quello dei peggiori oltre a sceglierne il capitano. Nello studio di Top Chef, dentro una camera oscura, due chef per squadra, dovevano assaggiare un piatto preparato dallo chef Viviana Varese, annusandolo e toccandolo senza però vederlo, poi, lo dovevano replicare in 90 minuti. A 30 minuti dalla fine, gli altri due chef delle squadre, dovevano procedere ad un secondo assaggio nella camera oscura. Negli ultimi 10 minuti, infine, uno chef per squadra poteva vedere il piatto e dire ai compagni come impiattarlo. Ogni squadra aveva un giudice come tutor. Al termine della prova, la squadra peggiore era a rischio eliminazione e doveva andare al Final Blade, dove il capitano della squadra perdente ha deciso chi salvare (Filippo).
    - Squadra blu:  Jacopo, Matteo F., Masaki e Maria (caposquadra)
    - Squadra gialla: Filippo, Matteo T., Chiara e Palmiro (caposquadra)
    - Vincitori:  Squadra blu
- Final Blade
  -     -       - Sfidanti:  Matteo T., Chiara, Palmiro e Dario
      - Prova:  In questa prova, la squadra perdente dell'Esterna e il peggiore del Cook Off, dovevano sfidarsi nel preparare un'insalata di mare gourmet da dieci ingredienti preparata dallo chef Baldessari, o un'insalata nel mare preparata da chef Cedroni in 45 minuti, poi, nel corso della gara gli ingredienti sono saliti prima a 13 e poi a 15.
      - Eliminato: Dario

### Quinta puntata
Data: Mercoledì 12 ottobre 2016
- Quickfire Test
  - Ingredienti: In questa prova, ognuno degli chef doveva prendere un coltello, il quale aveva una punta di diverso colore associata ad un piatto in 60 minuti che dovevano preparare con gli ingredienti posti sotto una cloche: i cannolicchi (punta blu); i fichi (punta arancione); i funghi (punta gialla); finta bresaola (pomodoro), rucola e parmigiano (punta verde).
  - Piatto migliore:  Illusione di insalata di capasanta (Masaki)
  - Piatto peggiore:  Illusione di tagliolini all'uovo, pesto e limone (Jacopo)
- Cook Off
  - Tema:  In questa prova, gli sfidanti, dovevano preparare un piatto in 40 minuti utilizzando otto ingredienti scelti dall'avversario e che dovevano essere usati tutti.
  - Proposte:  Tagliata di maiale con salsa al peperoncino (Jacopo); Giovani grandi a mo' di sushi (Palmiro)
  - Eliminato:  Jacopo
- L'Esterna
  -     - Sede: Pinacoteca di Brera, Milano. In questa prova, ogni chef giocava singolarmente e doveva affrontare una serie di round. A giudicarli, vi erano i tre giudici ad eccezione di Annie Féolde e la cuoca due stelle Michelin Stefania Moroni nel primo round e i fratelli Manuel e Cristian Costardi nel secondo round. Nel primo round, gli chef dovevano preparare in 30 minuti un piatto ispirato al risotto alla milanese in 30 minuti dove il giallo doveva essere il colore dominante. Al termine di questo primo round, i due chef migliori si sono salvati. Nel secondo round, gli chef rimasti in gioco dovevano preparare un risotto del colore a loro piacere. Il tempo della prova è stato stabilito, dalla preparazione del risotto da parte dei due fratelli Costardi e al termine di quest'ultima, un altro chef si è salvato. Nell'ultimo round, i quattro chef rimasti in gara, dovevano preparare col riso avanzato un piatto in 15 minuti utilizzando gli ingredienti della dispensa e al termine della prova, lo chef migliore si è salvato mentre gli altri tre hanno dovuto affrontare il Final Blade.
    - Vincitori:  Matteo T., Matteo F., Palmiro, Maria
- Final Blade
  -     -       - Sfidanti:  Filippo, Chiara, Masaki
      - Prova:  I tre chef rimasti in gara, dovevano preparare un piatto in 40 minuti utilizzando un ingrediente affumicato e il metodo dell'affumicatura.
      - Eliminata: Chiara

### Sesta puntata
Data: Mercoledì 19 ottobre 2016
- Quickfire Test
  - Ingredienti: Gli chef, dovevano cucinare un piatto a base di frutta fresca in 90 minuti insieme a Moreno Cedroni con lo scopo di cucinare meglio di lui. Lo chef Cedroni, cucinava solo 45 minuti dopo i concorrenti e all'assaggio e al giudizio al buio senza sapere chi ha preparato il piatto vi era il solo Mauro Colagreco che al termine della prova ha deciso chi ha cucinato meglio e chi invece era il peggiore.
  - Piatto migliore:  Matteo F.
  - Piatto peggiore:  Filippo
- Cook Off
  - Tema:  Gli chef dovevano preparare un piatto scegliendo tra due cloches contenenti la pasta secca e la pasta fresca all'uovo. Lo sfidato poteva scegliere per sé con quale ingrediente cucinare e per chi ha scelto la pasta secca il tempo di prova era di 30 minuti, mentre, era di 40 minuti per la pasta fresca all'uovo.
  - Proposte:  Plin ripieni di patate (Filippo); Rigavioli (Maria)
  - Eliminato:  -[2]
- L'Esterna
  -     - Prova: In questa prova, i sei chef rimasti ancora in gara, sono stati divisi in tre coppie dove il vincitore del Quickfire Test, ha potuto scegliere il suo compagno di coppia. Nella manche, ogni coppia è stata trasferita in una città europea diversa e doveva fare la spesa sul luogo spendendo al massimo 100 € e poi ritornare nella cucina di Top Chef per preparare un piatto in 50 minuti con i sapori del posto. Le coppie di chef erano così composte: Matteo F. e Matteo T. (Copenaghen); Palmiro e Masaki (Lisbona); Maria e Filippo (Chinatown di Milano, via Paolo Sarpi).
    - Coppia formata da Matteo F. e Matteo T.:  Riassunto di Copenaghen
    - Coppia formata da Palmiro e Masaki:  151º alter ego di Pessoa
    - Coppia formata da Maria e Filippo:  Zuppa di ravioli cinesi
    - Vincitori:  Palmiro e Masaki
- Final Blade
  -     -       - Sfidanti:  Matteo F., Matteo T., Maria, Filippo
      - Prova:  In questa prova, ogni chef doveva un preparare un piatto in cui si doveva cucinare come ingrediente principale un carrè d'agnello, dei funghi porcini, un calamaro o dei carciofi rigorosamente fritti in 45 minuti. Per stabilire l'ordine di scelta degli ingredienti principali, gli chef dovevano estrarre un coltello con la punta numerata da un ceppo.
      - Eliminato: Filippo

### Settima puntata
Data: Mercoledì 26 ottobre 2016
- Quickfire Test
  - Ingredienti: In questa prova, gli chef dovevano preparare due piatti, di cui uno dolce e uno salato in 75 minuti a base di uno dei due ingredienti posti sotto le cloches: bacche di vaniglia o scarola. Al termine della prova, si procedeva all'assaggio decidendo il vincitore del Quickfire Test e il peggiore. I giudici, si sono avvalsi anche del giudizio dei fratelli Cerea, tre stelle Michelin, titolari del ristorante da Vittorio.
  - Piatto migliore:  Carota pollo e Finocchio (Masaki)
  - Piatto peggiore:  Risotto con code di gamberi e Tiramisù (Matteo T.)
- Cook Off
  - Tema:  In questa prova, i due chef sfidanti, dovevano preparare un piatto in 40 minuti utilizzando otto dei sedici ingredienti posti sul tavolo dei giudici, scegliendo un ingrediente alla volta fino ad esaurimento. Lo sfidato aveva il vantaggio di scegliere per primo.
  - Proposte:  Su e giù (Matteo T.); Bufalo in viaggio (Piatto libero) (Palmiro)
  - Eliminato:  Palmiro
- L'Esterna
  -     - Sede: Cantina Antinori, San Casciano in Val di Pesa. In questa prova, gli chef giocavano tutti contro tutti e il vincitore del Quickfire Test ha potuto scegliere uno dei quattro ingredienti posti sotto delle cloches con cui cucinare il suo piatto in 90 minuti da abbinare al vino corrispondente, oltre a scegliere quale ingrediente abbinare ai suoi avversari. I quattro ingredienti erano: ostriche da abbinare con il Franciacorta Cuvée Royale; asparagi di tre colori da abbinare con il vino Sauvignon Conte della Vipera; lampredotto da abbinare con il Villa Antinori; filetto di cinghiale da abbinare con il Badia a Passignano Chianti Classico Riserva. A giudicarli vi erano tutti e quattro i giudici insieme ad Allegra Antinori, inoltre, è stato ospite anche Giorgio Pinchiorri.
    - Vincitore:  Filetto di cinghiale (Maria)
- Final Blade
  -     -       - Sfidanti:  Matteo F., Matteo T. e Masaki
      - Prova:  In questa prova, i tre chef sfidanti, dovevano preparare un piatto in 50 minuti con gli ingredienti presi dalla dispensa a loro piacimento. Dopo 20 minuti, con il suono della sveglia, gli chef dovevano terminare il piatto dell'avversario alla loro destra con la possibilità di prendere un ingrediente dalla dispensa.
      - Eliminato: Masaki

### Ottava puntata
Data: Mercoledì 2 novembre 2016
- Quickfire Test
  - Ingredienti: In questa prova, i tre chef finalisti dovevano preparare un piatto con gli ingredienti portati dai loro cari che hanno voluto assistere alla finale e completarlo con altri ingredienti presi dalla dispensa in 60 minuti. Al termine della prova, lo chef migliore si qualificava direttamente alla prova finale, mentre gli altri due sono dovuti andare al Cook Off dove il peggiore veniva eliminato.
  - Piatto migliore:  Benedetta Faraona (Matteo F.)
- Cook Off
  - Tema:  In questa prova, i due chef ancora in gara, dovevano preparare un piatto in 45 minuti, utilizzando sei ingredienti scelti dagli chef, ma da utilizzare uno alla volta ogni 5 minuti. Al termine del Cook Off, lo chef migliore si qualificava alla prova finale, mentre l'altro si classificava terzo.
  - Proposte:  Passo dopo passo (Maria); Un'emozione dopo l'altra (Matteo T.)
  - Eliminata:  Maria
- Il menù finale
  -     - Prova: In questa prova finale, i due chef finalisti dovevano preparare in 90 minuti un menù completo di antipasto, primo, secondo e dolce da far assaggiare a 20 persone. Entrambi i concorrenti si sono potuti avvalere di due sous-chef, scelti tra gli ex concorrenti, per aiutarli nella preparazione del menù: Matteo F. ha scelto Maria e Chiara; Matteo T. ha scelto Jacopo e Masaki. Al termine del servizio, dopo l'assaggio da parte dei giudici è stato decretato il vincitore della prima edizione di Top Chef Italia.
    - Menù di Matteo F. (Ice Cube - It Was A Good Day):  A mezzanotte torna; Tutto fumo; Tutto quello che si dovrebbe avere; Merenda Hardcore
    - Menù di Matteo T. (King): Gambero rosso in doppia cottura; Risotto al sentore di colatura di alici; Capesante in Total Black; Gin Tonic al Piatto
    - Vincitore:  Matteo F.

## Ascolti
La prima puntata ha ottenuto 964.000 spettatori e il 4% di share, grazie alla trasmissione in simulcast su tutti i canali free del gruppo Discovery Italia (Real Time, DMAX, Giallo, Focus, K2 e Frisbee). I dati nella tabella indicano il numero di telespettatori e lo share corrispondenti a NOVE. La finale è stata trasmessa allo stesso modo e ha totalizzato un'audience di 1.003.000 spettatori (ad esclusione di DMAX).
| Puntata | Data              | Telespettatori | Share |
| ------- | ----------------- | -------------- | ----- |
| 1       | 14 settembre 2016 | 304.000        | 1,30% |
| 2       | 21 settembre 2016 | 348.000        | 1,40% |
| 3       | 28 settembre 2016 | 389.000        | 1,60% |
| 4       | 5 ottobre 2016    | 334.000        | 1,30% |
| 5       | 12 ottobre 2016   | 458.000        | 1,80% |
| 6       | 19 ottobre 2016   | 538.000        | 2,10% |
| 7       | 26 ottobre 2016   | 366.000        | 1,40% |
| 8       | 2 novembre 2016   | 399.000        | 1,50% |
|         | Media             | 392.000        | 1,55% |